# Dipartimento di Chocó
Il dipartimento di Chocó è uno dei 32 dipartimenti della Colombia. Il capoluogo del dipartimento è Quibdó.

## Geografia fisica
Il dipartimento di Chocó confina a nord con Panama ed il Mare Caraibico, ad est con Antioquia, Risaralda e Valle del Cauca, a sud con la stessa Valle del Cauca e ad ovest con l'Oceano Pacifico.
Si tratta dell'unico dipartimento della Colombia che si affaccia su entrambi gli oceani.

## Geografia antropica

### Suddivisioni amministrative
Il dipartimento di Chocó si compone di 31 comuni:
- Acandí
- Alto Baudó
- Atrato
- Bagadó
- Bahía Solano
- Bajo Baudó
- Belén de Bajirá
- Bojayá
- Cértegui
- Condoto
- El Cantón de San Pablo
- El Carmen de Atrato
- El Carmen del Darién
- El Litoral del San Juan
- Istmina
- Juradó
- Lloró
- Medio Atrato
- Medio Baudó
- Medio San Juan
- Nóvita
- Nuquí
- Quibdó
- Río Iró
- Río Quito
- Riosucio
- San José del Palmar
- Sipí
- Tadó
- Unguía
- Unión Panamericana